# Улица Милгравья
Улица Ми́лгравья (латыш. Mīlgrāvja iela) — улица в Северном районе Риги, главная улица исторического района Милгравис (Яунмилгравис). Начинается от перекрёстка с проспектом Остас как продолжение проспекта Виестура, пролегает по широкой дуге вдоль железнодорожной линии Рига — Скулте, постепенно меняя направление с северо-восточного на северо-западное. Заканчивается выходом на Милгравский мост, за которым переходит в Яунциема гатве.

## История
Наименование улицы происходит от канала Милгравис (историческое название канала — нем. Mühlgraben, рус. Мюльграбен). В прошлом название в честь Мюльграбена носили другие рижские улицы: так, на карте рижских предместий в 1754 году и в списке городских улиц 1810 года указана Мюльграбенская дорога, пролегавшая в нынешней центральной части города — от улицы Лазаретной (ныне Кришьяня Валдемара) до перекрёстка Елизаветинской (Элизабетес) и Школьной улиц. Застройка этой улицы погибла в пожаре 1812 года и более не возобновлялась. 
Во 2-й половине XIX века близ Риги появилась другая Мюльграбенская дорога (латыш. Mīlgrāvja ceļš, позднее — Mīlgrāvja iela), по которой впоследствии был проложен проспект Виестура. Однако эта улица не пролегала там, где улица Милгравья проходит теперь: в северной части она пересекала железную дорогу и шла по нынешней улице Твайка.
Современная улица Милгравья возникла в 1938 году из части бывшей улицы Кокмуйжас, проложенной в 1936 году вдоль железнодорожной линии. В последующем название улицы не изменялось.

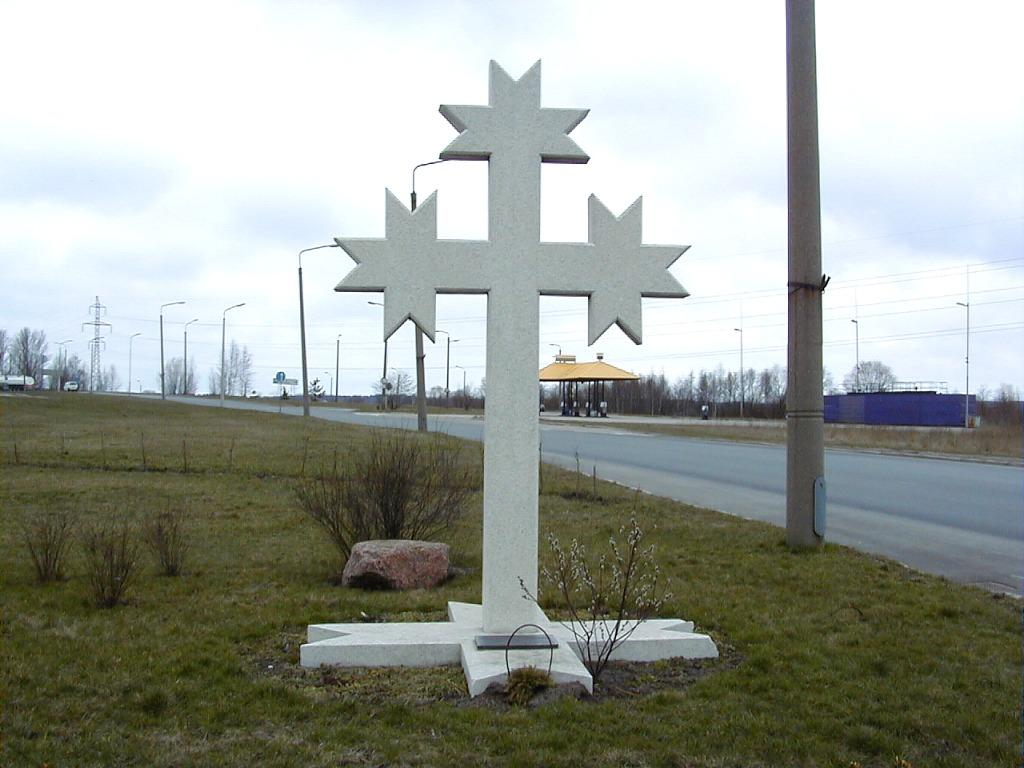
Крест на месте гибели Р. Мурниекса

В дни баррикад 1991 года на улице Милгравья в столкновении с Рижским ОМОНом был застрелен Роберт Мурниекс (на месте гибели установлен памятный крест).

## Транспорт

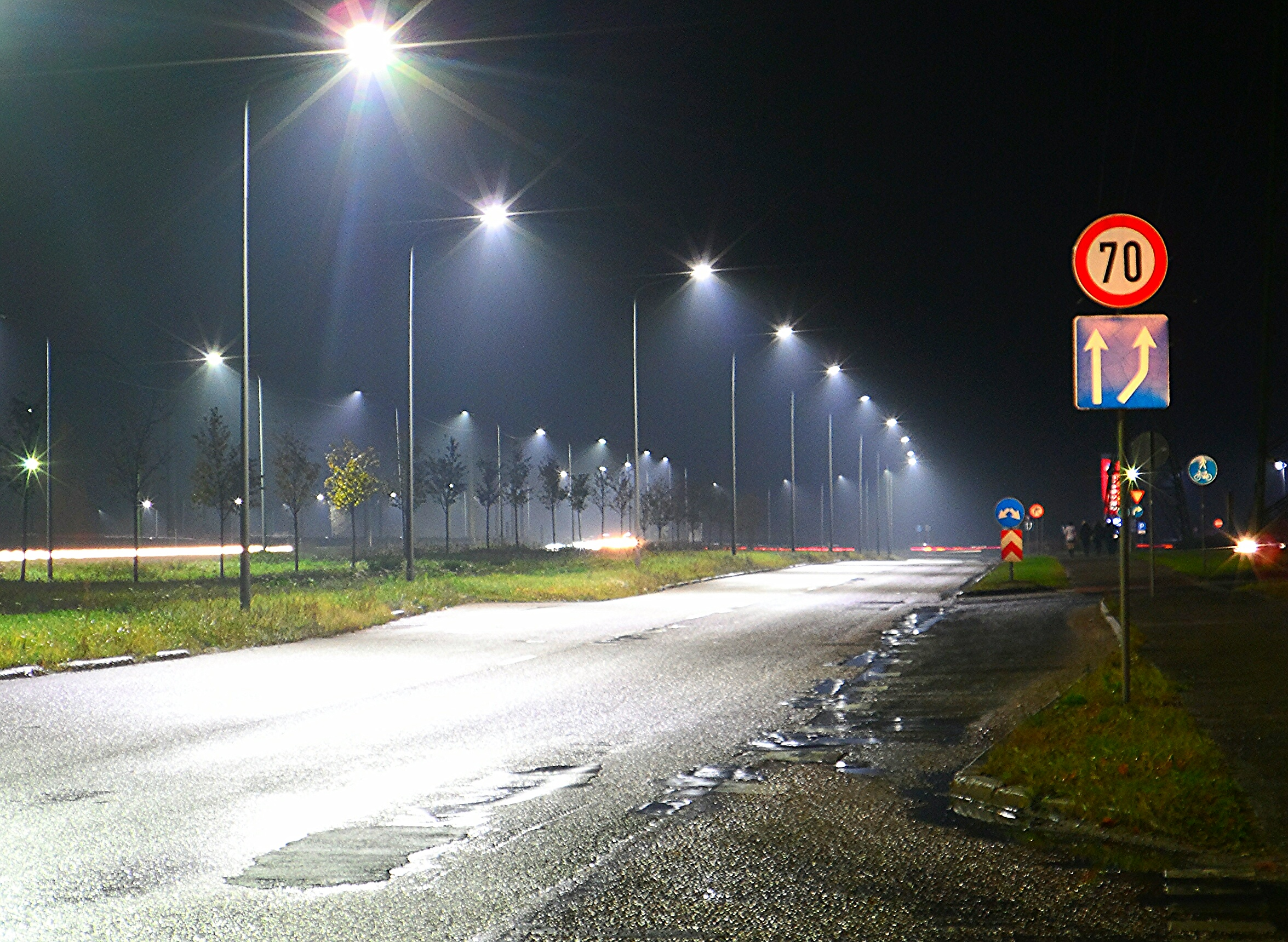
Улица Милгравья ночью

Улица Милгравья является важной магистралью городского значения и частью государственной региональной автодороги P1. Общая длина улицы (включая Милгравский мост) — 1601 метр. На всём протяжении имеет асфальтовое покрытие и две проезжие части, разделённые зелёной зоной. Курсирует несколько маршрутов автобуса.
Дорожных соединений с другими улицами улица Милгравья практически не имеет. На развязке у моста соединена с улицей Эзера; в средней части улицы планируется соединение с улицей Бриежу (по состоянию на март 2023 года, работы не начаты).
Вдоль улицы на всём её протяжении проложена велодорожка, являющаяся частью веломаршрута до Вецмилгрависа и далее до Вецаки.